# Percrocutidae
Os Percrocutídeos (Percrocutidae) foram uma família de mamíferos extintos, que pela semelhança com as modernas hienas, por muito tempo foram considerados parte dos Hyaenidae. Eram necrófagos e seus dentes podiam esmagar ossos. Surgiram no Mioceno Inferior, e atingiram grande tamanho. Alguns incluem nesta família o gênero africano do Mioceno Médio Africanictis, que está incluído nos Stenoplesictidae, o que pode indicar uma relação de parentesco entre as duas famílias.
Originalmente eles foram assinalados com as hienas na família Hyaenidae. Hoje, muitos cientistas consideram a Percrocutidae como uma família distinta embora algumas vezes ela é colocada com alguns outros gêneros carnívoros, como o Stenoplesictis, na família Stenoplesictidae.

## Classificação
- Gênero Allohyaena Kretzoi 
  - Allohyaena kadici - Mioceno Superior, Turoliano, Dorn-Durkheim 1, Alemanha.
- Gênero Belbus Werdelin e Solounias, 1991
  - Belbus beaumonti Werdelin e Solounias, 1991 - Samos, Grécia.
- Gênero Dinocrocuta Schmidt-Kittler, 1976 
  - Dinocrocuta senyureki [=? Hiperhyaena senyureki]
  - Dinocrocuta salonicae [=? Hiperhyaena salonicae]
  - Dinocrocuta algeriensis [=? Hiperhyeana algeriensis]
  - Dinocrocuta gigantea (Schlosser, 1903) [Plioceno - China]
- Gênero Percrocuta Kretzoi, 1938
  - Percrocuta carnifex (Pilgrim, 1913) - Mioceno, Siwaliks, Paquistão
  - Percrocuta leakeyi (Howell e Peter, 1985) (=Hyperhyaena, Allohyaena) - Mioceno Superior, Nakali, Quênia
  - Percrocuta tobieni - Mioceno Médio, Ngorora, Quênia
  - Percrocuta abessalomi
  - Percrocuta tungurensis (Colbert, 1939) [Mioceno - Turquia]
  - Percrocuta miocenica Pavlov e Thenius, 1965 [Mioceno - Turquia]
  - Percrocuta grandis
  - Percrocuta hebeiensis Chen e Wu 1976
  - Percrocuta primordialis Qiu e Cao 1988